# Sint-Jozefkerk (Kaatsheuvel)
De Sint-Jozefkerk is een voormalige kerk in Kaatsheuvel. De kerk werd in 2005 gesloten en in 2010 benoemd tot Rijksmonument.

## Geschiedenis
De parochie werd in 1934 opgericht. Er waren toen plannen voor het bouwen van een eigen kerk. Kees de Bever werd aangezocht om een ontwerp te maken. Hij ontwierp een christocentrische kerk in de stijl van de Delftse School.
De kerk werd omstreeks 1936 gebouwd.
Vanaf 2002 is er voor het behoud van het kerkgebouw gestreden. Het gebouw dreigde gesloopt te worden, gezien de hoge onderhoudskosten. 
De parochie was voorstander van de sloop
In 2005 werd de kerk gesloten. Een tijdlang stond het op de slooplijst, maar de kerk en pastorie zijn in 2010 toch op de monumentenlijst gekomen.
In 2017 stemde de Loonse gemeenteraad in voor een nieuw bestemmingsplan.
 In de kerk zitten sinds 2018 medische functies zoals een huisarts, een apotheek en een fysiotherapeut.
Door de komst van het medisch centrum moest de pastorie naast de kerk gesloopt worden. Op deze locatie zijn appartementen verrezen om de locatie financieel rendabel te maken.